# Codice QR multimediale
Un codice QR multimediale è un tipo di codice QR progettato specificamente per contenere o collegare a contenuti multimediali come video, file audio, gallerie fotografiche o applicazioni web interattive. A differenza dei codici QR tradizionali, che solitamente contengono solo testo o URL, i codici QR multimediali permettono di offrire esperienze digitali più ricche e coinvolgenti.

## Storia
I codici QR sono stati inventati nel 1994 da Denso Wave, una sussidiaria di Toyota, per il tracciamento dei componenti automobilistici. Successivamente il loro utilizzo si è diffuso anche in ambito commerciale, soprattutto con la diffusione degli smartphone.
L'uso dei codici QR per contenuti multimediali ha iniziato a svilupparsi nei primi anni 2010. Già nel 2016 alcune piattaforme si erano specializzate nella creazione e gestione di codici QR multimediali. Secondo una versione archiviata del sito QR Info Point, la piattaforma aveva già cominciato a verticalizzarsi sulla creazione di codici QR multimediali a partire dal 2016.

## Panoramica
Un codice QR multimediale funziona come un normale codice QR, ma è associato a contenuti che vanno oltre le semplici informazioni statiche. Quando viene scansionato con uno smartphone o un lettore QR, può attivare la riproduzione di un video, aprire un flusso audio, visualizzare un modello 3D oppure collegare l’utente a un’esperienza multimediale basata sul web. L'uso di questi codici è in crescita nei settori del marketing, dell’istruzione, del turismo, del packaging e nella gestione di eventi.

## Applicazioni
Tra gli utilizzi comuni dei codici QR multimediali si possono citare:
- Campagne di marketing (i brand incorporano video promozionali o dimostrazioni di prodotto).
- Istruzione (gli insegnanti forniscono accesso a video esplicativi o materiali audio supplementari).
- Musei e mostre (i visitatori scansionano i codici per ascoltare guide audio o vedere contenuti multimediali).
- Packaging (le aziende aggiungono codici QR che mostrano video sull'uso del prodotto o promozioni).
- Eventi e conferenze (i partecipanti accedono a programmi multimediali, presentazioni o live stream).